# عرب‌لر، شابران
عرب‌لر (به ترکی آذربایجانی: Ərəblər) یک منطقهٔ مسکونی در جمهوری آذربایجان است که در شهرستان شابران واقع شده‌است.